# Nepenthes murudensis
Nepenthes murudensis är en tvåhjärtbladig växtart som beskrevs av Culham, Jebb och Martin Roy Cheek. Nepenthes murudensis ingår i släktet Nepenthes och familjen Nepenthaceae. Inga underarter finns listade i Catalogue of Life.

## Bildgalleri

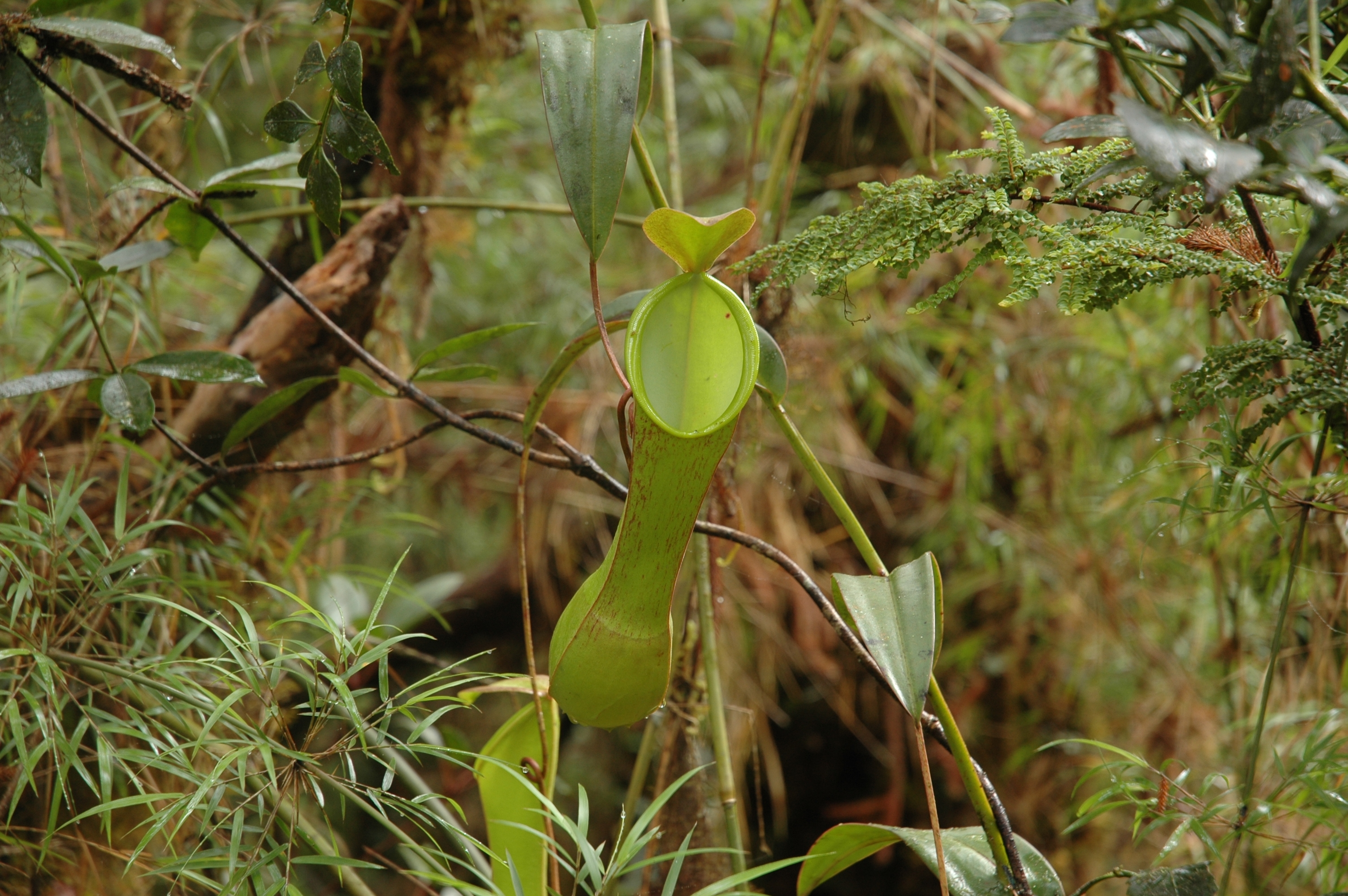
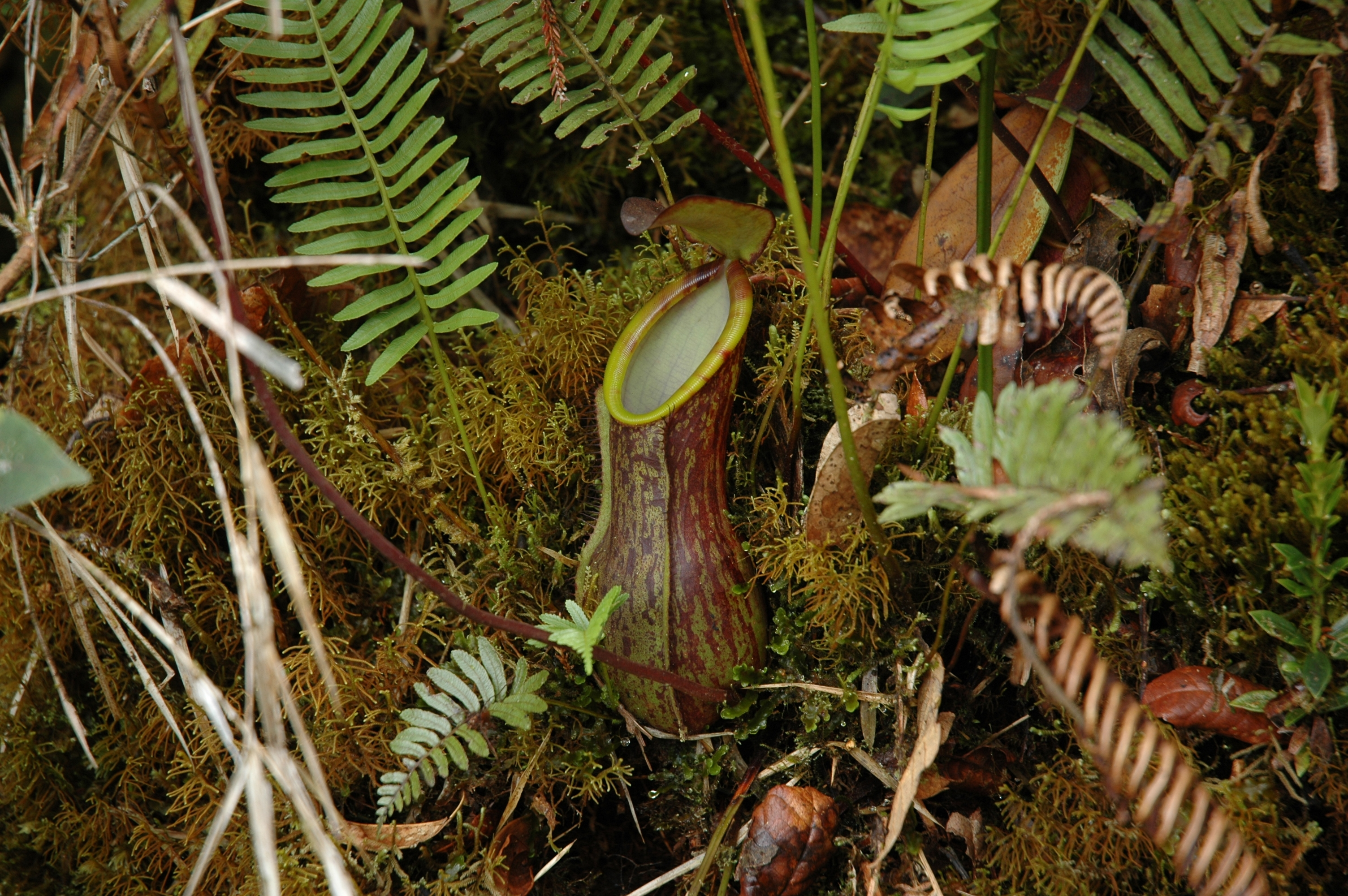
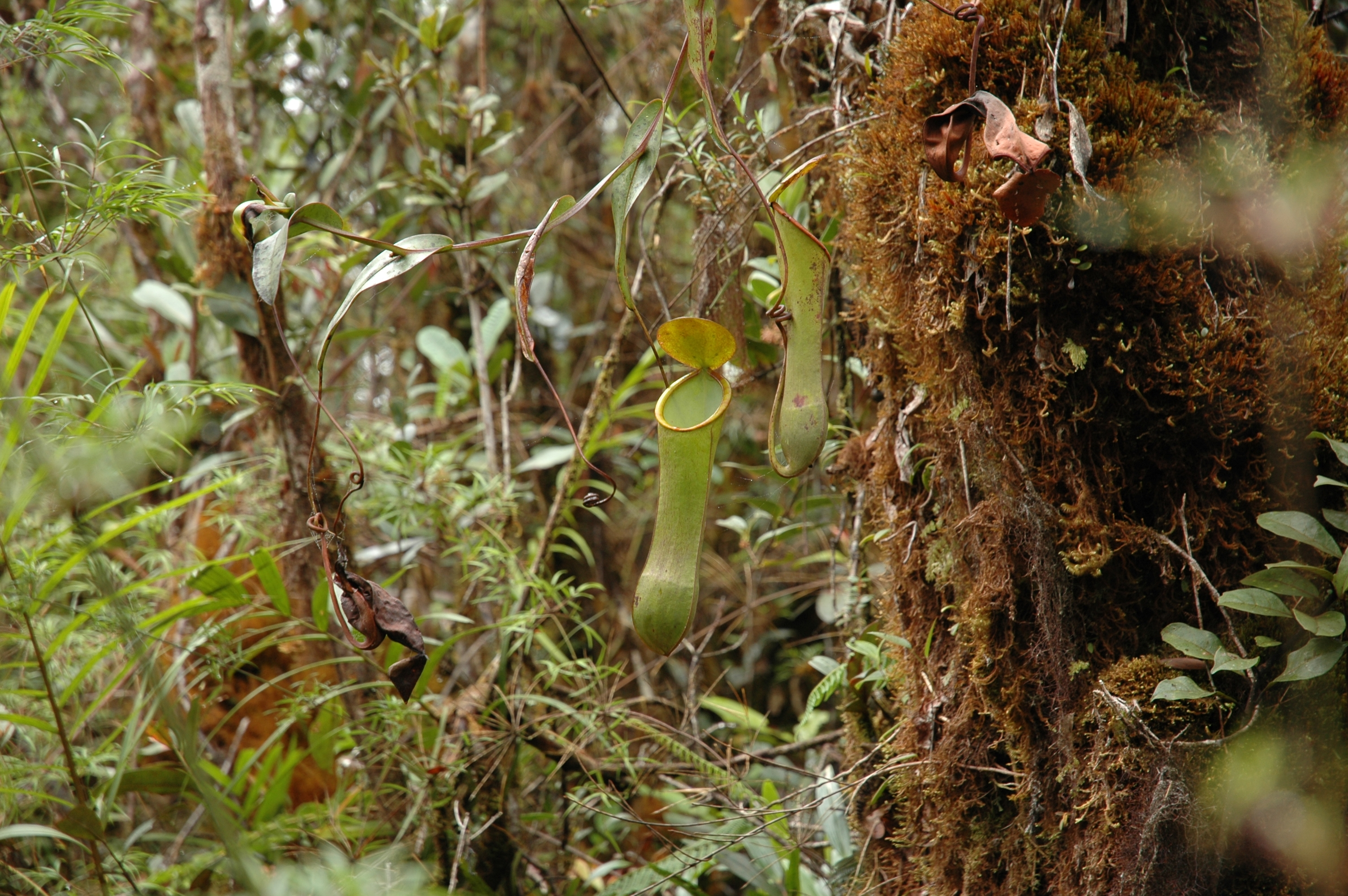
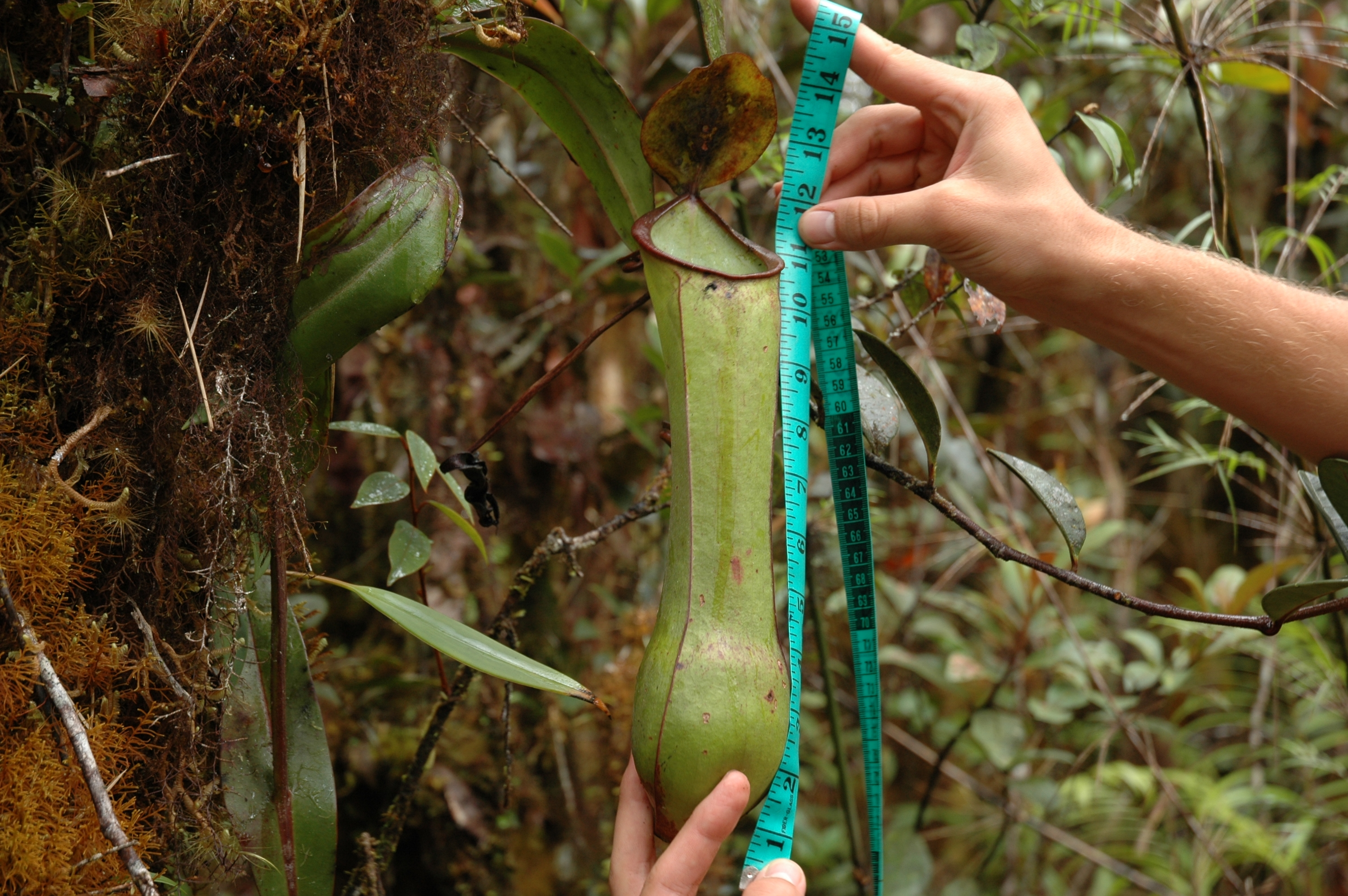
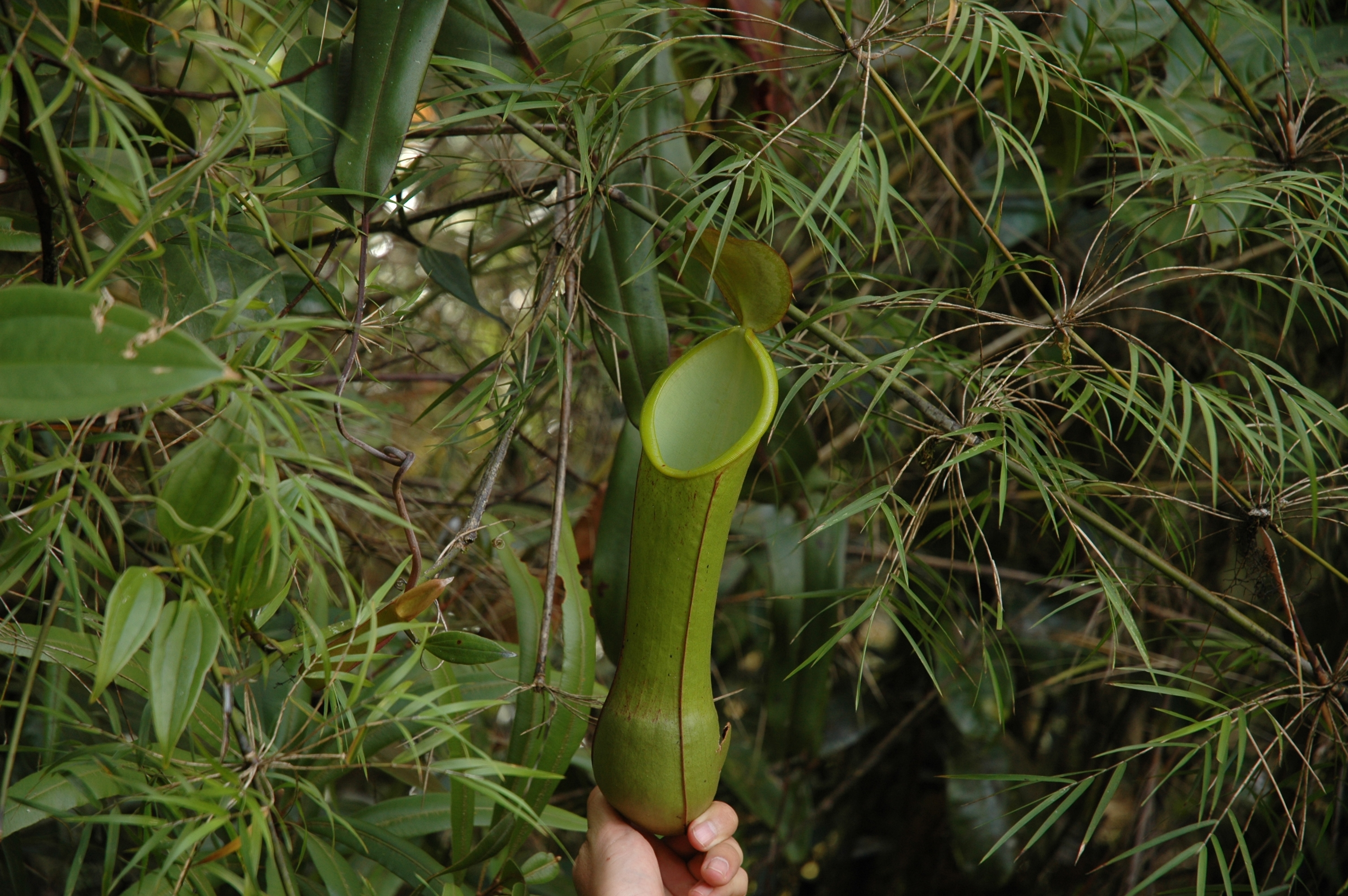
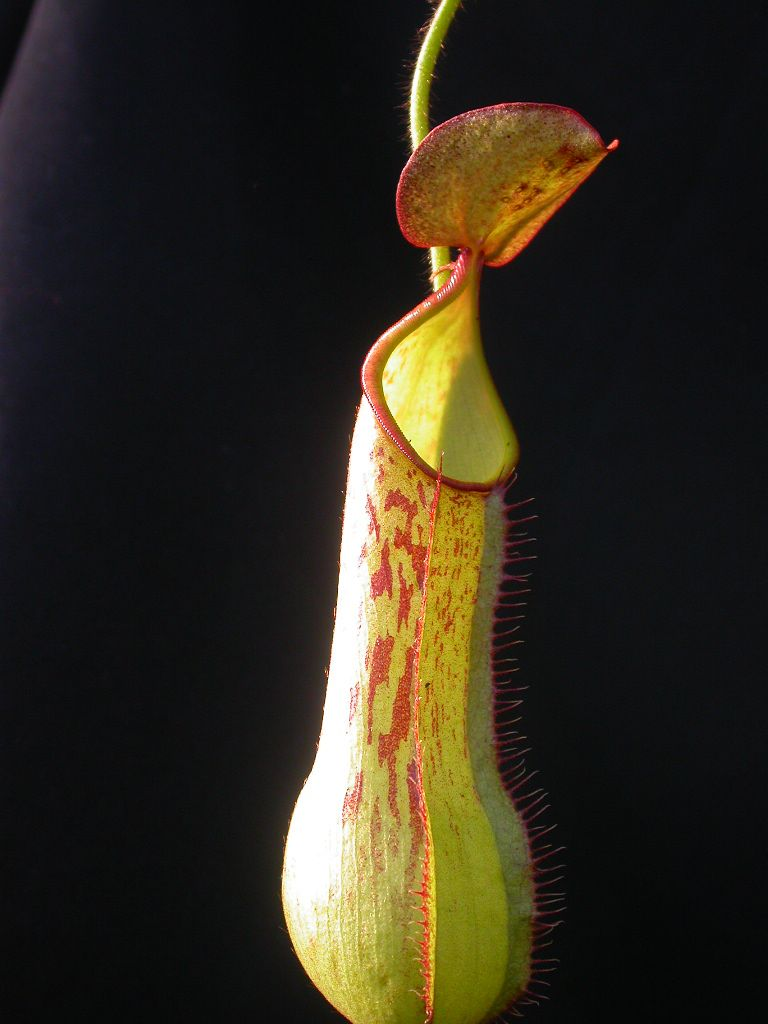